# Windstärke 8
Die ARD-Serie „Windstärke 8“, auch „Windstärke 8 – Das Auswandererschiff 1855“ war eine ursprünglich sechsteilige Dokumentarfilmserie/Doku-Soap aus einer Living History-Sendereihe, die 2005 im Ersten ausgestrahlt und vom WDR produziert wurde. Im Juni 2007 folgte eine Zweitverwertung mit etwas geänderter Zusammenstellung, die aus 16 Folgen bestand.
In der Serie wurde 2005 versucht, die Lebensbedingungen auf einem Auswandererschiff nach New York Mitte der 1850er Jahre realistisch nach- und darzustellen. Über 5.500 Abenteuerbegeisterte aus ganz Deutschland hatten sich für die Mitreise beworben. Am Ende wurden 18 erfahrene Segler, 14 Passagiere und fünf Kinder für dieses Abenteuer ausgewählt. Daneben war ein Kamerateam mit sechs Mitgliedern an Bord.
Der Filmtitel stammt von der nautischen Einteilung der Windstärken nach Beaufort. Die Beaufort-Skala nach phänomenologischen Kriterien charakterisiert den Wind der Atlantiküberquerung bei Stärke 8 so: „ziemlich hohe Wellenberge, deren Köpfe verweht werden, überall auf dem Meer Schaumstreifen“.
Als Filmschiff wurde die Fridtjof Nansen eingesetzt, die für die Dreharbeiten umgebaut und verändert wurde, damit keine moderne Ausrüstung sichtbar wurde.

## Handlung
Im Frühjahr 2005 wurden die ursprünglichen sechs Folgen montags 21:45 Uhr ausgestrahlt.
1855 brechen in Bremerhaven 43 Personen auf der Bremen, einem zu einem Auswandererschiff umgebauten Segelschiff, nach New York auf. Das Schiff wird von 18 Personen geführt. In 69 Tagen wird der Atlantik auf der historischen Südroute überquert.

### 6-teilige Veröffentlichung
Teil 1 – AufbruchDie Passagiere kommen an Bord, das Abenteuer beginnt.
Teil 2 – ZufluchtDer Kurs zielt Richtung Atlantik. Doch die Zeitreisenden müssen sich zuerst vor einem starken Sturm über dem Englischen Kanal unter Land in Sicherheit bringen.
Teil 3 – StreitÜber 40 Menschen an Bord, jeder mit Stärken und Schwächen und Eigenheiten: ein heftiger Streit um die Arbeitsteilung flammt auf.
Teil 4 – HeimwehSechs Wochen auf See, wochenlange Flaute, keine Nachrichten von zu Hause – das Heimweh wird übermächtig.
Teil 5 – HoffnungEndlich geht es weiter! Doch die Ankunft in New York wird sich dramatisch verspäten. Die Stimmung an Bord: am Rande einer Rebellion. Der Kapitän muss handeln!
Teil 6 – AnkunftMeterhohe Sturmwellen rings um die Bremen – ein Mastbruch droht. Kurz vor der Ankunft in der Neuen Welt steht noch einmal alles auf dem Spiel. Und dann gibt es endlich wieder eine heiße Dusche.

### 16-teilige verlängerte Version 2007
Ende April 2007 wurde bekannt, dass es eine 16-teilige Fortsetzung der Serie geben wird. Die Ausstrahlung der 25-minütigen Episoden erfolgte ab dem 14. Juni 2007 um 18:50 Uhr.

## Mitwirkende Personen
Wie im wirklichen Leben kamen die mitwirkenden Laiendarsteller aus allen Teilen des Landes. Es gab unter ihnen Handwerker, Theologen und Bauern. Auch das Alter und der Familienstand waren gemischt, aber die Altersgruppe 15 bis 30 überwog ebenso wie die Gruppe der Ledigen, die sich nach dem Aufbau einer neuen Zukunft sehnten.

## Ausstrahlung
Insgesamt sahen am 1. Juni 2005 2,6 Millionen Zuschauer im Ersten zu, der Marktanteil lag dabei bei 9,7 Prozent. In der werberelevanten Zielgruppe lag der Marktanteil bei 7,8 Prozent.

## Musik
Gerard Stokkink & Tom Bachmann (Oblique Music4Media)